# Vuolep Allakasjaure
Het Vuolep Allakasjaure, ook wel Allagasjávri, is een groep meren in Zweden. Het meer ligt in gemeente Kiruna op de westelijke helling van de Allakaisse, ook wel Stuor Allakas genoemd. Het water in het meer komt van die berg en en stroomt naar de Allakasjåkka en verder naar het Torneträsk.
meer Vuolep Allakasjaure → Allakasjåkka  → meer Torneträsk → Torne → Botnische Golf